# 1951
1951 (MCMLI) var ett normalår som började en måndag i den gregorianska kalendern.

## Händelser

### Januari

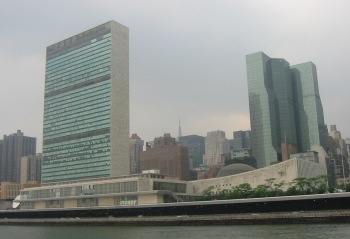
FN-högkvarteret i New York invigdes i januari 1951.

- 1 januari – Säffle stad får som sista ort i Sverige stadsprivilegier.[1]
- 3 januari – Sveriges riksdag tillsätter en utredning om televisionens införande i Sverige[2].
- 9 januari – Förenta nationernas högkvarter i New York invigs.
- 15 januari – Ilse Koch, "Buchenwalds häxa", döms till livstids fängelse av en västtysk domstol.
- 22 januari – 11 personer omkommer då en rälsbuss och ett tåg kolliderar i Kinstaby, Sverige[3].
- 27 januari
  - Kärnvapenprov inleds i den amerikanska Mojaveöknen i Nevada.
  - Lennart Hyland börjar sända radioprogrammet Karusellen, direkt inför publik i nya Karlaplansstudion i Stockholm[4].

### Februari
- 1 februari – Sveriges FN-ambassadör lägger ner sin röst i den av USA begärda omröstningen för att stämpla Kina som angripare i Koreakriget.
- 12 februari – Shah Mohammad Reza Pahlavi av Iran gifter sig med prinsessan Soraya Esfandiary.[5]
- 8 februari – I Oslo skriver representanter för tre skandinaviska flygbolag under att avtal om att bilda det gemensamma skandinaviska flygbolaget SAS.[4]
- 26 februari – Ett författningstillägg som gör att en amerikansk president bara kan omväljas en gång träder i kraft i USA.[6]

### Mars
- 14 mars – FN-trupper återerövrar Sydkoreas huvudstad Seoul för andra gången.

### April
- 5 april – Makarna Ethel och Julius Rosenberg döms till döden i USA, anklagade för att ha spionerat för Sovjetunionen.[5]
- 11 april – General Douglas MacArthur avskedas som chef för FN-styrkorna i Korea av USA:s president Harry S. Truman, sedan Douglas MacArthur vägrat följa USA:s politiska riktlinje.[4] Han efterträds av general Matthew Ridgway.
- 16 april – 75 personer omkommer då brittiska ubåten Affray sjunker i Engelska kanalen.[3]
- 17 april – Ingå kommunvapen stadfästs.[7]
- 18 april – Fördraget om upprättandet av Europeiska kol- och stålgemenskapen undertecknas i Paris av utrikesministrarna för Belgien, Frankrike, Italien, Luxemburg, Nederländerna och Västtyskland.[4]
- 20 april – Alf Sjöbergs film Fröken Julie efter August Strindbergs drama får Grand Prix vid filmfestivalen i Cannes[4], med Anita Björk och Ulf Palme.[5]

### Maj
- 5 maj – USA och Island undertecknar ett fördrag i Reykjavik där USA inom Atlantpaktens ram övertar ansvaret för Islands militära försvar.
- 9 maj – För att minska köpkraften och motverka den snabba inflationen i Sverige beslutar den svenska riksdagen om en rad nya skatter.[2]
- 16 maj – Den lagstadgade svenska semestern förlängs från två till tre veckor per år[2].
- 19 maj – En ny svensk religionsfrihetslag antas av Sveriges riksdag, och ger svenska medborgare rättighet att utträda ur Svenska kyrkan utan att ingå i något nytt samfund.[4] Därmed råder full tros- och bekännelsefrihet i Sverige[8], och andra trossamfund får också viga par.
- 23 maj – Ruben Rausing presenterar i Lund sin tetraederformade mjölkförpackning av plastat kraftpapper, Tetra Pak.[2]

### Juni

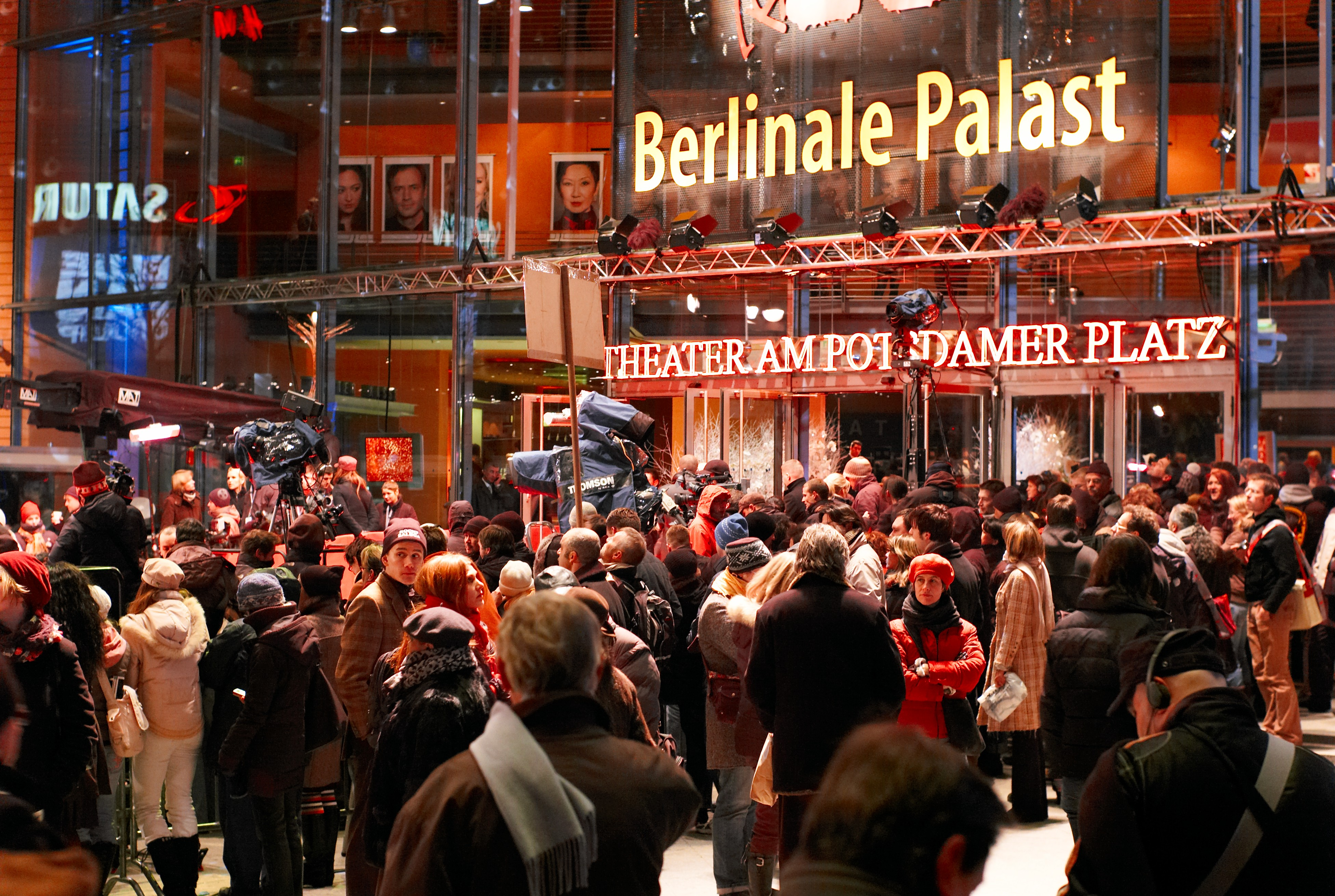
Första filmfestivalen i Berlin öppnas.

- 2 juni – Den första coloradoskalbaggen upptäcks i Sverige.[9]
- 5 juni – Första filmfestivalen i Berlin öppnas.[4]
- 8 juni – Under natten avrättas i Landsberg de sju sista nazistiska krigsförbrytarna från andra världskriget. Se vilka under Avlidna.
- 12 juni – Biskop Bo Giertz i Göteborg kräver att svenska präster skall få rätt att vägra viga frånskilda.[2]

### Juli

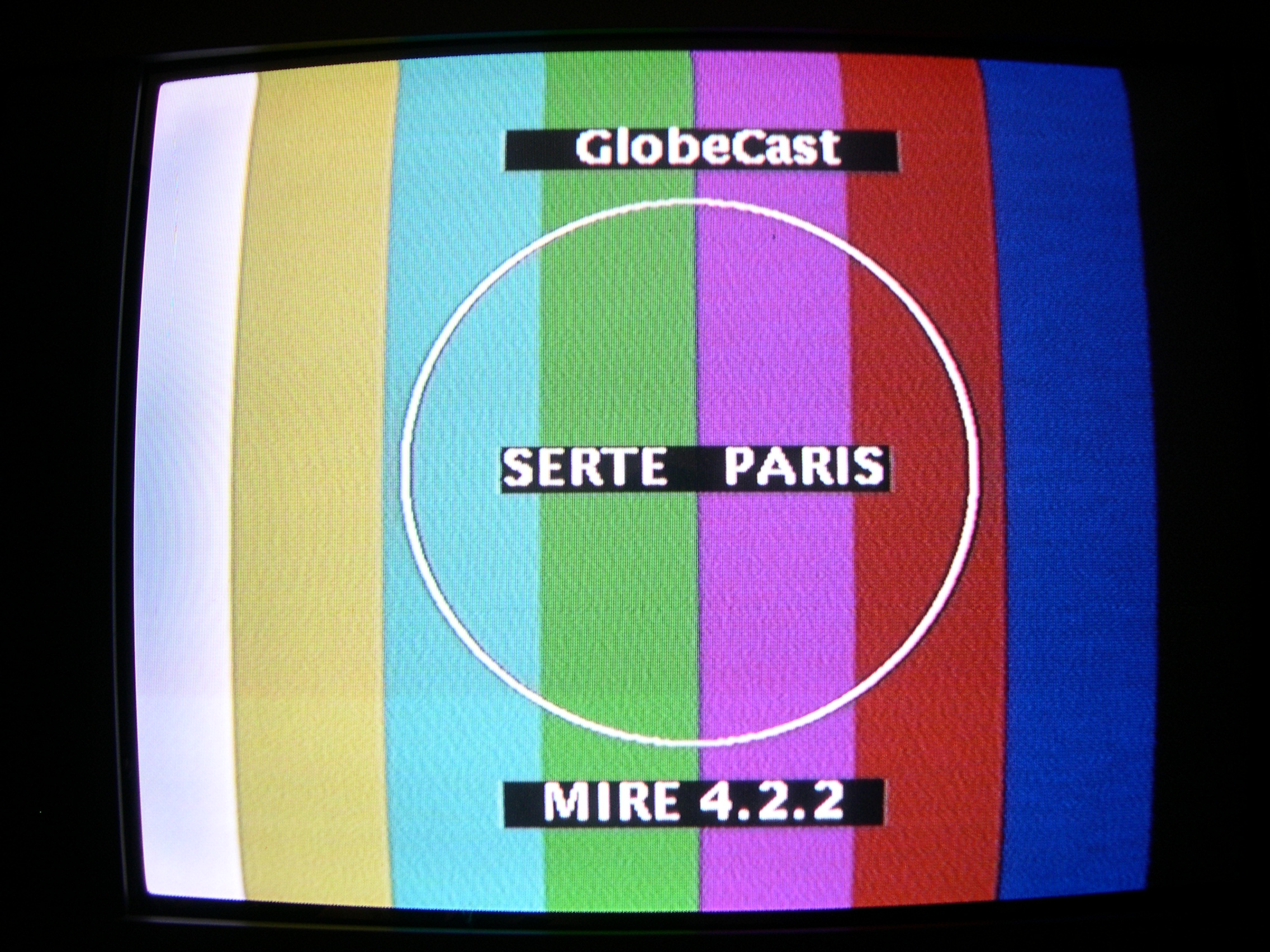
Det första reguljära TV-programmet i färg sänds i USA av CBS

- 1 juli – Den närmaste föregångaren till Skatteverket, Riksskattenämnden påbörjar sitt arbete
- 7 juli
  - Det första reguljära TV-programmet i färg sänds i USA av CBS[4].
  - 66-årige Gustaf "Stålfarfar" Håkansson genomför utom tävlan och "vinner" Sverigeloppet på cykel Haparanda–Ystad.[4]
- 10 juli – Vapenstilleståndsförhandlingar inleds i den koreanska staden Kaesong.
- 15 juli – Kejnekommissionen lägger fram sin rapport om den så kallade Kejneaffären, och visar att "rättsröta" inte råder i Sverige. Pastor Karl-Erik Kejne har anmält svenska polisen för att inte tillräckligt utreda hans anmälan om personförföljelse då en homosexuell sammansvärjning enligt honom skulle vara anledningen till att hans anmälan inte handlagts korrekt.[9] Man framför kritik mot myndigheterna, men fastslår, att man ännu kan lita på dem.
- 18 juli – I Pittsburgh vinner Joe Walcott, USA mot Ezzard Charles, USA och blir ny tungviktsvärldsmästare i boxning.[4]
- 26 juli – Vapenstilleståndsförhandlingar i Koreakonflikten inleds.[10]

### Augusti
- 8 augusti – Andra världskrigets segrarmakter sluter fred med Japan.[6]
- 18 augusti – Den svenska ransoneringen av kaffe, avskaffad 1945 men återinförd 1947, upphävs och därmed är den sista svenska kristidsransoneringen borta.[4]

### September
- 1 september
  - Försvarspakten ANZUS mellan Australien, Nya Zeeland och USA undertecknas.
  - Tage Erlander bildar en koalitionsregering mellan SAP och Bondeförbundet.[4]
- 10 september – Storbritannien inleder en ekonomisk bojkott av Iran.
- 21 september – Den tekniskt utbildade svenske underofficeren och kommunisten Ernst Hilding Andersson grips för spioneri för Sovjetunionens räkning och döms till livstids fängelse.[2]

### Oktober
- 1 oktober – En svensk koalitionsregering mellan SAP och Bondeförbundet bildas, och Bondeförbundet får fyra statsrådsposter[2]. Gunnar Sträng efterträder Gustav Möller som socialminister.[9] Syftet är att få en bredare bas i Sveriges riksdag och kunna modernisera det svenska jordbruket.
- 2 oktober – Danmark startar reguljära TV-sändningar[4], som första land i Norden.[6]
- 25 oktober – 77-årige Winston Churchill återväljs som premiärminister i Storbritannien.[4] Utrikesminister blir Anthony Eden.
- 31 oktober – Svenska statsrådet Nils Quensel, som fått utstå mycket kritik och förtal i samband med Kejneaffären, avgår och blir i stället president för Kammarrätten.[9]

### November
- 7 november – Gatunämnden i Stockholm beslutar om försök med parkeringsautomater.[2]
- 13 november – Den norske statsministern Einar Gerhardsen avgår och efterträds av Oscar Torp.
- 14 november – 42-årige Hilding Andersson, underofficer vid svenska flottan och övertygad kommunist, döms till livstids fängelse för att ha lämnat ut uppgifter om svenska militära förhållanden till Sovjetunionen.[4]
- 20 november – Floden Po i Italien bryter efter svåra skyfall genom sina vallar och stora områden sätts under vatten.[11]
- 27 november
  - FN och koreanerna enas om demarkationslinje längs 38:e breddgraden i Koreakonflikten.[10]
  - Den avsatte tjeckoslovakiske kommunistledaren Rudolf Slánský arresteras och döms senare till döden.[5]

### December

Libyen bildas.

- 10 december – Pär Lagerkvist från Sverige får Nobelpriset i litteratur för romanen "Barabbas".[4]
- 17 december – Arne Mattssons film Hon dansade en sommar har premiär. Den blir en kassasuccé, en milstolpe i svensk film och mycket känd för sina nakenscener. Huvudrollsinnehavarna Ulla Jacobsson och Folke Sundquist får sina genombrott som filmskådespelare.[9]
- 24 december – Libyen bildas av de tidigare italienska kolonierna Cyrenaika, Tripolitanien och Fezzan efter FN-beslut och med Kung Idris I som regent.[4]
- 28 december – De första skisserna på SAAB:s nya stridsflygplan, den deltavingade Draken, väcker internationell uppmärksamhet.[2]
- 31 december – Marshallplanen utgår efter att ha delat ut över $13,3 miljarder i USD i bistånd för återuppbyggnaden av Europa.[12]

### Okänt datum
- Enligt FN finns cirka 200 miljoner marijuanarökare i världen.[13]
- Kina genomför opiumbål.[13]
- En differentierad sjukpenning införs i Sverige.
- En nordisk parlamentarisk kommitté för friare samfärdsel bildas. Man börjar utreda frågan om passfrihet i Norden för nordiska medborgare.
- Efter påtryckningar från USA, Storbritannien och Frankrike accepterar Sverige i hemlighet Coordination Committee for Multilateral Export Controls (COCOM). COCOM är västs organ för exportkontroll av strategiska varor, särskilt (för Sveriges del) kullager.
- Sveriges ÖB träffar Norges statsminister och ber att Norge ska lätta på NATO:s sekretess till förmån för Sverige, vilket också sker.
- Centrala löneförhandlingar mellan LO och SAF hålls för första gången.
- På LO:s kongress presenteras och godkänns rapporten Fackföreningsrörelsen och den fulla sysselsättningen, varmed den solidariska lönepolitiken lanseras i Sverige. Härmed menas "lika lön för lika arbete" och rättvisa lönerelationer mellan grupper med olika arbeten. De lägsta lönerna höjs och de företag som ej klarar detta slås ut.
- BPA etableras av de fackliga organisationerna inom den svenska byggsektorn.
- Sverige ansluter sig till Internationella Valutafonden (IMF) och Världsbanken (IBRD).
- Den statliga Sveriges Kreditbank, en statlig affärsbank, inleder sin verksamhet. Den skall främja konkurrens och motverka bankkoncentration, kartellbildning och dylikt.
- Malmö FF vinner Allsvenskan utan att förlora en enda match.
- Ungdomskravaller utbryter flera gånger i Berzelii park i Stockholm.
- Den litterära Metamorfosgruppen blidas i Stockholm.
- Centralskolan i Huskvarna inleder, som en av de första i Sverige, försök med 9-årig enhetsskola.
- FN:s flyktingkommissariat bildas.[14]
- Kung Gustaf VI Adolf av Sverige genomför sin första Eriksgata, och besöker Uppland, Göteborg och Bohuslän samt Västergötland, iklädd civila kläder och talar med folket.[15]
- Den svenska författaren Ester Ringnér-Lundgren debuterar med boken Kvirre och Hoppsan.
- Paracelsus benrester återfördas till gravmonumentet vid kyrkogården Sankt Sepastian.

## Födda

### Första kvartalet

#### Januari
- 4 januari – Barbara Cochran, amerikansk alpin skidåkare.
- 12 januari – Kirstie Alley, amerikansk skådespelare.
- 18 januari – Elijah Cummings, amerikansk demokratisk politiker, kongressledamot 1996–2019.
- 20 januari
  - Shelley Berkley, amerikansk demokratisk politiker, kongressledamot 1999–2013.
  - Ian Hill, brittisk musiker, basist i Judas Priest.
- 21 januari – Eric Holder, amerikansk demokratisk politiker, justitieminister 2009–2015.
- 23 januari – David Patrick Kelly, amerikansk skådespelare.
- 24 januari – Mike Thompson, amerikansk demokratisk politiker.
- 26 januari – Albio Sires, kubansk-amerikansk politiker.
- 28 januari – Brian Bilbray, amerikansk republikansk politiker.
- 30 januari – Phil Collins, brittisk musiker.
- 31 januari – Phil Manzanera, brittisk musiker, medlem i Roxy Music.

#### Februari
- 2 februari – Ingrid Tobiasson, svensk operasångerska.
- 3 februari
  - Per Eggers, svensk skådespelare.
  - Blaise Compaoré, president i Burkina Faso.
  - Arthur Kane, amerikansk musiker, medlem i New York Dolls.
- 4 februari – Patrick Bergin, irländsk skådespelare.
- 6 februari
  - Kevin Whately, brittisk skådespelare.
  - Jacques Villeret, fransk skådespelare.
- 9 februari – Jay Inslee, amerikansk demokratisk politiker, guvernör i Washington sedan 2013.
- 11 februari
  - Michael Okerlund Leavitt, amerikansk republikansk politiker.
  - Björn Wikström, svensk dansare.
- 14 februari – Kevin Keegan, engelsk fotbollsspelare och förbundskapten.
- 15 februari – Jane Seymour, brittisk skådespelare.
- 16 februari – Allan Svensson, svensk skådespelare.
- 17 februari – Barzan Ibrahim al-Tikriti, Saddam Husseins halvbror, tidigare chef för Mukhabarat.
- 20 februari – Gordon Brown, Storbritanniens finansminister 1997–2007 och premiärminister 2007-2010.
- 23 februari
  - Kenny Marchant, amerikansk republikansk politiker.
  - Ulla Skoog, svensk skådespelare och komiker.
- 24 februari – Hans Alexander Gerlanius, svensk konstnär och grundare av Kultur1.
- 25 februari – Anders Hedberg, svensk ishockeyspelare.

#### Mars
- 1 mars – Nitish Kumar, indisk politiker, chefsminister i Bihar 2000.
- 4 mars – Kenny Dalglish, skotsk fotbollsspelare och manager.
- 5 mars – Jim Dowd, brittisk parlamentsledamot för Labour 1992-2017.
- 9 mars – Mikael Samuelson, svensk sångare, skådespelare och kompositör.
- 12 mars – Maciej Zaremba, svensk journalist och författare.
- 17 mars – Kurt Russell, amerikansk skådespelare.
- 21 mars – Paul Hodes, amerikansk demokratisk politiker.
- 22 mars – Zalmay Khalilzad, afghansk-amerikansk diplomat.
- 26 mars – Aleksej Buldakov, rysk skådespelare.

### Andra kvartalet

#### April
- 1 april – Johanna Wanka, tysk matematiker och kristdemokratisk politiker, Tysklands utbildningsminister 2013-2018.
- 5 april – Bernie Ward, före detta talkshow-artist.
- 12 april
  - Tom Noonan, amerikansk skådespelare.
  - Tim Walberg, amerikansk republikansk politiker, kongressledamot 2007–2009.
- 13 april
  - Peabo Bryson, amerikansk sångare.
  - Joachim Streich, tysk fotbollsspelare.
  - Max Weinberg, amerikansk musiker.
- 17 april
  - Olivia Hussey, amerikansk skådespelare.
  - Börje Salming, svensk ishockeyspelare.
- 18 april
  - Täppas Fogelberg, svensk journalist och författare.
  - Gwen Moore, amerikansk demokratisk politiker, kongressledamot 2005–.
- 20 april
  - Luther Vandross, amerikansk sångare och musikproducent.
  - Nara Chandrababu Naidu, indisk politiker, chefsminister i Andhra Pradesh, 1995–2004.
- 21 april
  - Tony Danza, amerikansk skådespelare och musiker.
  - Jean-Pierre Dardenne, belgisk filmregissör.
- 22 april
  - Paul Carrack, brittisk soulsångare.
  - Sven-Åke Gustavsson, svensk skådespelare.
- 23 april – Ulf Eklund, svensk skådespelare.
- 26 april – Gert Wingårdh, svensk arkitekt.
- 27 april
  - Ace Frehley, gitarrist i rockbandet Kiss 1973–1982 och 1995–2000.
  - Viviane Reding, luxemburgsk journalist och politiker.
- 29 april – Dale Earnhardt, amerikansk racerförare.

#### Maj
- 3 maj – Christopher Cross, amerikansk popmusiker och kompositör.
- 4 maj
  - Jackie Jackson, amerikansk musiker, medlem i The Jackson Five.
  - Christer Isaksson, svensk författare och fristående skribent född i Ronneby
- 6 maj – Samuel K. Doe, president i Liberia 1980-1990.
- 8 maj – Vern Buchanan, amerikansk republikansk politiker, kongressledamot 2007–.
- 13 maj – Paul Thompson, brittisk musiker, trummis i Roxy Music.
- 14 maj – Anders Paulrud, svensk författare.
- 19 maj
  - Per Holmberg, svensk skådespelare.
  - Jörgen Lindström, svensk tidigare barnskådespelare.
  - Joey Ramone, amerikansk musiker, sångare i punkbandet The Ramones.
- 20 maj – Mike Crapo, amerikansk republikansk politiker, senator 1999–.
- 22 maj – Kenneth Bianchi, kriminell, ena halvan av "Hillside Strangler".
- 23 maj – Anatolij Karpov, rysk schackvärldsmästare.
- 26 maj
  - Sally Ride, amerikansk astronaut.
  - Lillemor Österlund, svensk tidigare barnskådespelare.
- 30 maj – Stephen Tobolowsky, amerikansk skådespelare.
- 31 maj – Bob Blizzard, brittisk parlamentsledamot för Labour 1997-2010.

#### Juni
- 3 juni – Hans Lönnerheden, svensk filmproducent.
- 4 juni – Bronislaw Malinowski, polsk friidrottare.
- 9 juni
  - James Newton Howard, amerikansk filmmusik-kompositör.
  - Peter Schildt, svensk regissör, manusförfattare och skådespelare.
  - Bitte Ulvskog, svensk tidigare barnskådespelare.
- 12 juni – Brad Delp, amerikansk musiker.
- 13 juni – Stellan Skarsgård, svensk skådespelare.
- 14 juni – Paul Boateng, brittisk minister 1997-2005.
- 15 juni
  - Amir Barghashi, svensk skådespelare.
  - Martin Caton, brittisk parlamentsledamot för Labour 1997-2015.
  - Todd Tiahrt, amerikansk republikansk politiker, kongressledamot 1995–2011.
- 17 juni – Kerstin Granlund, svensk revyartist, skådespelare och medlem i Galenskaparna & After Shave.
- 18 juni – Jerry McNerney, amerikansk demokratisk politiker, kongressledamot 2007–.
- 19 juni – Ayman al-Zawahiri, egyptier, grundare av Islamiska Jihad.
- 20 juni – Mari Osmundsen (pseudonym för Anne Kristine (Kia) Halling), norsk författare och översättare.
- 21 juni
  - Ulf Dohlsten, svensk skådespelare.
  - Jim Douglas, amerikansk republikansk politiker, guvernör i Vermont 2003–2011.
  - Nils Lofgren, amerikansk musiker.
- 22 juni – Henrik Ekman, svensk journalist och författare.
- 27 juni
  - Mary McAleese, Irlands president 1997–2011.
  - Ulf Andersson, svensk schackspelare
- 29 juni – Don Rosa, amerikansk disney-tecknare.

### Tredje kvartalet

#### Juli
- 1 juli – Trevor Eve, brittisk skådespelare.
- 3 juli – Jean-Claude Duvalier, haitisk diktator 1971-1986, Baby Doc.
- 4 juli – Per-Simon Kildal, svensk-norsk professor i antennsystem.
- 6 juli – Geoffrey Rush, australisk skådespelare.
- 8 juli – Anjelica Huston, amerikansk skådespelare.
- 9 juli – Chris Cooper, amerikansk skådespelare.
- 10 juli – Rajnath Singh, indisk politiker, chefsminister i Uttar Pradesh, 2000–2002.
- 12 juli
  - Brian Grazer, amerikansk manusförfattare och filmproducent.
  - Cheryl Ladd, amerikansk skådespelare.
- 13 juli – Rob Bishop, amerikansk republikansk politiker.
- 15 juli – Jesse Ventura, amerikansk fribrottare, skådespelare och politiker, guvernör i Minnesota 1999 – 2003.
- 19 juli – Abel Ferrara, amerikansk skådespelare och regissör.
- 21 juli - Robin Williams, amerikansk skådespelare.
- 28 juli
  - Santiago Calatrava, spansk arkitekt.
  - Natalja Belochvostikova, rysk skådespelare.
- 29 juli
  - Deborah Pryce, amerikansk republikansk politiker, kongressledamot 1993–2009.
  - Martti Talja, finländsk läkare och politiker.
- 31 juli – Carlo Karges, tysk musiker.

#### Augusti
- 2 augusti
  - Freddie Wadling, svensk sångare och skådespelare.
  - Per Westerberg, svensk moderat politiker, näringsminister 1991–1994, riksdagens talman 2006–2014.
- 8 augusti – Louis van Gaal, nederländsk fotbollsmanager i bland annat Barcelona FC och Ajax, Amsterdam.
- 9 augusti – Michaele Schreyer, tysk politiker (De Gröna), EU-kommissionär 1999-2004.
- 10 augusti – Plura Jonsson, svensk låtskrivare, sångare och gitarrist.
- 13 augusti – Dan Fogelberg, amerikansk sångare låtskrivare och musiker.
- 18 augusti – Moni Moshonov, israelisk skådespelare.
- 19 augusti
  - Doug Herland, amerikansk roddare.
  - John Deacon, brittisk musiker, basist i Queen.
  - Vladimir Konkin, rysk skådespelare.
- 20 augusti
  - Greg Bear, amerikansk science fiction–författare.
  - Lars Väringer, svensk skådespelare.
- 21 augusti – Rasmus Lyberth, grönländsk skådespelare och sångare.
- 23 augusti
  - Achmat Kadyrov, tjetjensk mufti.
  - Jan Modin, svensk skådespelare.
  - Yvonne Schaloske, svensk skådespelare.
- 24 augusti – David Burnside, nordirländsk politiker, ulsterunionistisk ledamot av brittiska underhuset 2001-2005.
- 25 augusti – Rob Halford, brittisk sångare och låtskrivare (Judas Priest).
- 26 augusti
  - Dave Watts, brittisk parlamentsledamot för Labour.
  - Edward Witten, amerikansk professor och fysiker.
  - Luizinho Faleiro, indisk politiker, chefsminister i Goa, 1998–1999.
- 28 augusti – Wayne Osmond, musiker, medlem i (Osmonds).
- 31 augusti – Jan Nielsen, svensk skådespelare och teaterregissör.

#### September
- 2 september
  - Jim DeMint, amerikansk republikansk politiker, senator 2005-2013.
  - Mark Harmon, amerikansk skådespelare.
- 4 september – Marita Ulvskog, svensk politiker och journalist, kulturminister 1996–2004, socialdemokratisk partisekreterare 2004-2009.
- 5 september – Michael Keaton, amerikansk skådespelare.
- 8 september – Franciszek Gągor, polsk general.
- 10 september – Albert Wynn, amerikansk demokratisk politiker, kongressledamot 1993–2008.
- 12 september
  - Bertie Ahern, irländsk politiker, Irlands taoiseach 1997-2008.
  - Joe Pantoliano, amerikansk skådespelare.
- 14 september - Jörgen Andersson, svensk skådespelare, dramaturg och pedagog.
- 15 september – Johan Neeskens, nederländsk fotbollsspelare.
- 17 september – Russell Brown, brittisk politiker, parlamentsledamot (Labour).
- 18 september
  - Britta Marakatt-Labba, svensk-samisk textilkonstnär och bildkonstnär.
  - Lars Rudolfsson, svensk skådespelare och regissör.
  - Marc Surer, schweizisk racerförare.
  - John F. Tierney, amerikansk demokratisk politiker, kongressledamot 1997–2015.
  - Dee Dee Ramone, amerikansk musiker, medlem i Ramones.
- 21 september – Aslan Maschadov, tjetjensk militär och politiker, Tjetjeniens president 1997–2005.
- 24 september
  - Jan Lundberg, svensk scenograf.
  - Alfonso Portillo, president i Guatemala 2000–2004.
- 25 september
  - Mark Hamill, amerikansk skådespelare.
  - Pedro Almodóvar, spansk regissör.
- 27 september – Wojciech Giertych, polsk romersk-katolsk präst och teolog.
- 28 september - Björn Söderbäck, svensk skådespelare, regissör och manusförfattare.
- 29 september – Arthur Bishop, amerikansk seriemördare.

### Fjärde kvartalet

#### Oktober
- 2 oktober
  - Margherita Cogo, italiensk politiker, president i Trentino-Alto Adige, 1999–2002.
  - Sting, eg. Gordon Matthew Sumner, brittisk pop/rocksångare.
- 5 oktober
  - Karen Allen, amerikansk skådespelare.
  - Bob Geldof, irländsk musiker och sångare, initiativtagare till Live Aid 1985.
- 12 oktober – Ed Royce, amerikansk republikansk politiker, kongressledamot 1993–2019.
- 15 oktober – Ragnar Grippe, svensk kompositör.
- 17 oktober – Roger Pontare, svensk musiker.
- 19 oktober – Kurt Schrader, amerikansk demokratisk politiker, kongressledamot 2009–2023.
- 25 oktober – Carl-Magnus Dellow, svensk skådespelare.
- 28 oktober – Marvin Heemeyer, amerikansk bilmekaniker och svetsare.
- 29 oktober – Dirk Kempthorne, amerikansk republikansk politiker, inrikesminister 2006–2009.
- 30 oktober – Frank Pallone, amerikansk demokratisk politiker.

#### November
- 4 november – Traian Băsescu, rumänsk politiker, Rumäniens president 2004–2012 och 2012–2014.
- 9 november – Lou Ferrigno, amerikansk skådespelare.
- 11 november – Kim Peek, amerikansk savant.
- 15 november
  - Beverly D'Angelo, amerikansk skådespelare.
  - Ellen Tauscher, amerikansk demokratisk politiker.
- 19 november – Zeenat Aman, indisk skådespelare.
- 20 november – Bengt Järnblad, svensk skådespelare.
- 24 november – Chet Edwards, amerikansk demokratisk politiker.
- 25 november – Arturo Pérez-Reverte, spansk författare och journalist.
- 26 november
  - Ilona Staller, (Cicciolina) italiensk politiker och porrfilmsstjärna.
  - Bruno K. Öijer, svensk författare.
- 27 november – Kathryn Bigelow, amerikansk regissör och manusförfattare.
- 28 november – Barbara Morgan, amerikansk rymdlärare.
- 29 november
  - Jean Schmidt, amerikansk republikansk politiker, kongressledamot 2005–2013.
  - Roger Troutman, amerikansk funkmusiker.

#### December
- 1 december
  - Richard Hobert, svensk journalist, manusförfattare, kompositör och regissör.
  - Jaco Pastorius, amerikansk musiker, basist.
  - Treat Williams, amerikansk skådespelare.
- 4 december – Gary Rossington, amerikansk gitarrist och låtskrivare, medlem i Lynyrd Skynyrd.
- 9 december – Lis Engblom, svensk konstnär.
- 11 december – Spike Edney, brittisk musiker.
- 12 december – Joe Sestak, amerikansk amiral och politiker.
- 13 december – Grażyna Gęsicka, polsk sociolog och politiker, minister för regional utveckling 2005–2007.
- 26 december – Magnus Malm, svensk själavårdare och författare.
- 27 december – Ernesto Zedillo, president i Mexiko, 1994–2000.
- 29 december – Anders Hilmersson, svensk skribent.
- 31 december
  - Bárbara Carrera, nicaraguansk skådespelare.
  - Tom Hamilton, amerikansk musiker, basist i Aerosmith.

## Avlidna

### Första kvartalet

#### Januari
- 3 januari – Gösta Bagge, 68, svensk professor i nationalekonomi och politiker, partiledare för Högerpartiet.
- 6 januari – Maila Talvio, 79, finländsk författare.
- 7 januari – Sven Lilja, 63, svensk musikdirektör och allsångsledare.
- 10 januari
  - Sinclair Lewis, 65, amerikansk författare, nobelpristagare.
  - Yoshio Nishina, 60, japansk atomenergiexpert.
- 11 januari – Lennart von Post, 66, svensk professor i geologi.
- 13 januari – Arthur Sjögren, 76, svensk illustratör och författare.
- 16 januari – Anders Wassén, 60, svensk bakteriolog.
- 17 januari – Arve Arvesen, 81, norsk violinist och musikpedagog.
- 19 januari
  - Anton Blanck, 69, svensk professor i litteraturhistoria.
  - Jack Holt, 62, amerikansk skådespelare.
- 21 januari – Bror Hasselrot, 68, svensk jurist och ämbetsman, landshövding i Örebro län 1928–1947.
- 22 januari – Harald Bohr, 63, dansk matematiker och fotbollsspelare.
- 24 januari – Hildor Lundvik, 65, svensk musikdirektör och tonsättare.
- 27 januari – Gustaf Mannerheim, 83, finländsk militär och statsman[4], Finlands president 1944–1946.
- 28 januari – Robert E. Lee Allen, 85, amerikansk demokratisk politiker, kongressledamot 1923–1925.
- 29 januari – James Bridie, 63, skotsk dramatiker och manusförfattare.
- 30 januari – Ferdinand Porsche, 75, österrikisk bilkonstruktör.

#### Februari
- 3 februari – Karl Wester, 79, svensk konteramiral och museichef.
- 8 februari
  - Jean Claesson, 68, svensk skådespelare och kabaretsångare.
  - Fritz Thyssen, 77, tysk industrimagnat.
- 13 februari – Lloyd C. Douglas, 73, amerikansk författare.
- 15 februari – Otto Pukk, 50, estländsk politiker och jurist.
- 18 februari – Siri Schotte, 83, svensk konstnär.
- 19 februari – André Gide, 81, fransk författare, nobelpristagare[6].
- 20 februari – Elisabeth Wærn-Bugge, 82, svensk författare och rösträttskvinna.
- 21 februari – Hjalmar Holmgren, 62, svensk professor i histologi.
- 22 februari – Ethel Snowden, 69, brittisk socialistisk och feministisk politiker.
- 24 februari – Johannes Collin, 77, svensk skulptör.
- 27 februari – Marcus Ehrenpreis, 81, svensk universitetslärare, överrabbin i Stockholms judiska församling 1914–1948.

#### Mars
- 6 mars – Ivor Novello, 58, engelsk skådespelare, regissör, manusförfattare och sångtextförfattare.
- 7 mars
  - Åke Malmfors, 32, svensk musikdirektör, kör- och orkesterledare.
  - Ali Razmara, 49, persisk general och generalstabschef.
- 8 mars – Josef Weijne, 57, svensk politiker, ecklesiastikminister 1946–1951.
- 10 mars
  - August Giron, 68, svensk kommendör, marinattaché.[16]
  - Richard Hildebrandt, 53, tysk SS-officer, dömd krigsförbrytare.
  - Victor Odelberg, 75, svensk agronom och hovjägmästare.
  - Kijuro Shidehara, 78, japansk konseljpresident.
- 16 mars
  - Robert Gerald Riddell, 42, kanadensisk professor och FN-delegat.
  - Ivar Widéen, 79, svensk kyrkomusiker, tonsättare.
- 17 mars – Karl Albrecht, 62, ärkehertig av Österrike.
- 20 mars – Thomas G. Burch, 81, amerikansk demokratisk politiker.
- 21 mars – Gerda Sprinchorn, 79, svensk skulptör.
- 22 mars – Willem Mengelberg, 79, holländsk dirigent.
- 24 mars – José Enrique Varela, 59. spansk generalguvernör i Marocko.
- 27 mars – Aleksi Lehtonen, 59, ärkebiskop i Åbo ärkestift inom Evangelisk-lutherska kyrkan i Finland sedan 1945.
- 30 mars
  - Christie Benet, 71, amerikansk demokratisk politiker, senator 1918.
  - Yngve Ekstrand, 63, svensk konteramiral och marindistriktschef.
- 31 mars – Johan Henrik Wiers-Jenssen, 53, norsk teaterman och journalist.

### Andra kvartalet

#### April
- 1 april – Ebba Wilton, 54, dansk sångerska.
- 3 april – Simon Barere, 54, rysk-amerikansk pianist.
- 5 april – George Albert Smith, 81, mormonkyrkans ledare sedan 1945.
- 6 april
  - Elias Corneliussen, 69, norsk konteramiral.
  - Karl-Henrik Högstedt, 79, svensk jurist, justitieråd.
  - Eric Malmberg, 63, svensk skådespelare och regissör.
- 8 april – Tyra Dörum, 72, svensk skådespelare.
- 9 april – Vilhelm Bjerknes, 89, norsk fysiker och meteorolog.
- 11 april – Willi Wells, 66, dansk revyskådespelare.
- 14 april – Ernest Bevin, 70, brittisk politiker.
- 15 april – Sara Cahier, 76, amerikansk operasångerska.
- 18 april
  - Óscar Carmona, 83, portugisisk politiker, Portugals president 1926–1951.
  - Arthur Vandenberg, 67, amerikansk republikansk politiker, senator 1928–1951.
- 20 april – Ivanoe Bonomi, 77, italiensk senatspresident.
- 21 april – Ivar Kåge, 69, svensk skådespelare och regissör.
- 22 april – James Thomas Heflin, 82, amerikansk politiker, senator 1920–1931.
- 23 april – Jules Berry, 68, fransk skådespelare.
- 26 april – Arnold Sommerfeld, 82, tysk fysiker.
- 29 april – Ludwig Wittgenstein, 62, österrikisk matematiker och filosof.

#### Maj
- 2 maj – Oscar Winge, 66, svensk skådespelare, regissör, teaterledare och friidrottare.
- 6 maj
  - Henri Carton de Wiart, 82, belgisk politiker.
  - Hans Andrias Djurhuus, 67, färöisk nationalskald.
  - Johan Johansson, 72, svensk konstnär.
- 7 maj
  - Warner Baxter, 62, amerikansk skådespelare.
  - Axel W. Persson, 62, svensk arkeolog och professor.
  - Jules Åkerman, 89, svensk professor i kirurgi.
- 12 maj – Lars O. Meling, 75, norsk skeppsredare och politiker.
- 14 maj – Axel Romdahl, 71, svensk professor i konsthistoria.
- 17 maj
  - William Riddell Birdwood, 85, brittisk fältmarskalk.
  - Sadako, 66, änkekejsarinna av Japan.
- 22 maj – Ivar Trägårdh, 72, svensk professor i entomologi.
- 26 maj – Poul Nørlund, 62, dansk arkeolog och historiker, direktör för Köpenhamns nationalmuseum.
- 27 maj
  - Thomas Blamey, 67, australisk militär.
  - Tauno Kalima, 69, finländsk läkare, professor i kirurgi vid Helsingfors universitet.
- 30 maj – Paul Myrén, 66, svensk konstnär och författare.
- 31 maj – Dennis Joseph Dougherty, 85, amerikansk teolog, ärkebiskop.

#### Juni
- 2 juni
  - John Erskine, 71, amerikansk författare.
  - Ernst Poignant, 84, svensk hovapotekare.
- 4 juni
  - Henri Baels, 73, belgisk politiker och kung Leopolds svärfar.
  - Louis de Brouckère, 81, belgisk socialistisk politiker.
  - Sergej Kusevitskij, 76, rysk musiker.
- 8 juni
  - Paul Blobel, 56, tysk krigsförbrytare, avrättad.
  - Werner Braune, 42, tysk krigsförbrytare, avrättad.
  - Erich Naumann, 46, tysk krigsförbrytare, avrättad.
  - Otto Ohlendorf, 44, tysk krigsförbrytare, avrättad.
  - Oswald Pohl, 58, tysk krigsförbrytare, avrättad.
  - Georg Schallermair, 56, tysk krigsförbrytare, avrättad.
  - Hans Schmidt, 51, tysk krigsförbrytare, avrättad.
- 13 juni – Sven Ryman, 61, svensk generalmajor och militärområdesbefälhavare.
- 20 juni – Angelos Sikelianos, 67, grekisk diktare.
- 22 juni – Axel Essén, 71, svensk författare och chefredaktör.
- 26 juni – Peter Cheyney, 55, brittisk detektivromanförfattare.

### Tredje kvartalet

#### Juli
- 2 juli – Ferdinand Sauerbruch, 75, tysk kirurg.
- 6 juli – James Norman Hall, 64, amerikansk författare.
- 7 juli – Sture Mörtsell, 52, svensk bergsingenjör och professor.
- 9 juli
  - Jørgen Bentzon, 54, dansk jurist och tonsättare.
  - Astri Torsell, 71, svensk skådespelare.
- 13 juli – Arnold Schönberg, 76, österrikisk-amerikansk tonsättare.
- 16 juli – Riad as-Solh, 56, libanesisk politiker.
- 20 juli
  - Wilhelm av Hohenzollern, 69, tysk kronprins 1888–1918.
  - Abdullah ibn Hussein, 69, kung av Jordanien.
- 22 juli – Forrest Sherman, 54, amerikansk amiral, USA:s flottchef.
- 23 juli
  - Robert J. Flaherty, 67, amerikansk ingenjör, forskningsresande och dokumentärfilmare.
  - Philippe Pétain, 95, fransk militär och politiker, Frankrikes statschef 1940–1944.
- 25 juli
  - Henrik Ramsay, 65, finländsk politiker.
  - Axel Welin, 88, svensk ingenjör.
- 27 juli – Carl Mannerfelt, 64, svensk ämbetsman, landshövding i Skaraborgs län 1935–1951.
- 30 juli – Knut Frankman, 72, svensk skådespelare.

#### Augusti
- 13 augusti – Egmont Tornberg, 59, svensk militär, chef för Övre Norrlands flygbasområde.
- 14 augusti
  - William Linder, 75, svensk jurist och politiker.
  - William Randolph Hearst, 88, amerikansk publicist.
- 15 augusti – Artur Schnabel, 69, polsk-österrikisk pianist.
- 16 augusti – Louis Jouvet, 63, fransk skådespelare och regissör.
- 18 augusti – Johan Bergman, 87, svensk professor i arkeologi och riksdagsman.
- 23 augusti – Anders Pers, 91, svensk publicist och politiker, huvudredaktör för Västmanlands läns Tidning, riksdagsman.
- 24 augusti – Henry Asbury Christian, 75, amerikansk läkare.
- 29 augusti – Anton Wilhelm Brøgger, 66, norsk professor i arkeologi.

#### September
- 3 september – Serge Voronoff, 85, rysk-fransk fysiolog.
- 7 september – María Montez, 39, amerikansk skådespelare.
- 14 september – Fritz Busch, 61, tysk dirigent.
- 15 september – Ludmilla Pitoëff, 51, rysk-fransk skådespelare.
- 16 september – Maurice Petsche, 52, fransk politiker.

### Fjärde kvartalet

#### Oktober
- 3 oktober – Sir John Milne Barbour, 83, brittisk politiker.
- 6 oktober
  - Will Keith Kellog, 91, amerikansk industriman och donator.
  - Olav Kringen, 84, norsk publicist.
- 7 oktober
  - Emil Gagner, 74, svensk dirigent och musikkritiker.
  - Anton Philips, 77, holländsk industriman och chef för Philipskoncernen.
- 8 oktober – Otto Meyerhof, 67, tysk fysiolog och nobelpristagare.
- 10 oktober – Axel Sjöblom, 68, svensk gymnast.
- 12 oktober – Isidor Behrens, 83, svensk boktryckare och AIK:s grundare.
- 17 oktober – Bernhard Kellermann, 72, tysk författare.
- 21 oktober – Theodor Berthels, 59, svensk skådespelare, regissör och manusförfattare.
- 24 oktober – Prins Carl, 90, hertig av Västergötland.
- 25 oktober – Amelia av Portugal, 86, drottning av Portugal 1889–1908.
- 29 oktober – Robert Grant Aitken, 86, amerikansk astronom och professor.

#### November
- 2 november – Kenneth S. Wherry, 59, amerikansk republikansk politiker, senator 1943-1951.
- 3 november – Ernesti Hentunen, 66, finländsk professor och politiker.[17]
- 4 november – Johan Heurlin, 58, svensk konstnär.
- 5 november – Agrippina Vaganova, 72, rysk ballerina och balettlärare.
- 7 november – Sir Harilal Jekisundas Kania, 61, indisk jurist, president i Högsta domstolen.
- 9 november
  - Sigmund Romberg, 64, ungersk-amerikansk operettkompositör.
  - Eero Snellman, 61, finländsk konstnär.
- 13 november
  - Harry Federley, 72, finländsk ärftlighetsforskare.
  - Georg af Klercker, 73, svensk skådespelare, manusförfattare och regissör.
  - Nikolaj Medtner, 71, tysk-rysk kompositör och pianist.
- 21 november – Deshbandhu Gupta, 50, indisk politiker.
- 27 november – Emanuel Walberg, 77, svensk romanist.
- 30 november
  - Leonard Lagerlöf, 81, svensk sportskytt.
  - Jöns Pålsson, 81, svensk politiker och statsrevisor.

#### December
- 2 december – David Stockman, 72, svensk hovsångare.
- 3 december – Alfred Pettersson, 84, svensk medicinsk forskare, ledamot av Vetenskapsakademin och Nobelkommittén.
- 5 december
  - "Shoeless" Joe Jackson, 63, amerikansk basebollspelare.
  - Abanindranath Tagore, 80, indisk landskapsmålare och bokillustratör.
- 6 december – Harold Ross, 59, amerikansk tidningsman, grundare av The New Yorker.
- 10 december – Algernon Blackwood, 82, brittisk novellist.
- 11 december – Christopher Addison, 82, brittisk politiker.
- 12 december – Mildred Bailey, 48, amerikansk sångerska.
- 13 december – Selim Palmgren, 73, finländsk tonsättare och pianist.
- 15 december – Ernie Hjertberg, 84, svensk idrottstränare.
- 16 december – Dorothy Dix, 90, amerikansk journalist och författare.
- 19 december – Arthur Capper, 86, amerikansk tidningsutgivare och politiker.
- 22 december – Henry G. Bennett, 65, amerikansk pedagog, chef för 4-punktsprogrammet.
- 25 december – Filip Ericsson, 69, svensk seglare.
- 27 december – Nils Nilsson Skum, 79, samisk konstnär.

## Nobelpris[18]
- Fysik
  - Sir John Cockcroft, Storbritannien
  - Ernest Walton, Eire
- Kemi
  - Edwin McMillan, USA
  - Glenn Seaborg, USA
- Medicin – Max Theiler, Sydafrika
- Litteratur – Pär Lagerkvist, Sverige
- Fred – Léon Jouhaux, Frankrike

### Fotnoter
1. ↑  (läst 3 april 2011) Arkiverad 13 januari 2012 hämtat från the Wayback Machine.
2. 1 2 3 4 5 6 7 8 9  Hundra år i Sverige – 1951, Hans Dahlberg, Albert Bonniers, 1999
3. 1 2  Faktakalendern 1996, Semic, 1995
4. 1 2 3 4 5 6 7 8 9 10 11 12 13 14 15 16 17 18  20:e århundrades När Var Hur – 1951, Bernt Himmelstedt, Forum, 1999
5. 1 2 3 4  100 år med Aftonbladet – 1951, 1999
6. 1 2 3 4  Faktakalendern 2000 – 1951 (Utlandet) , Semic, 1999
7. ↑  ”Kommunvapnet på Ingå kommuns webbsidor”. Arkiverad från originalet den 20 augusti 2016. https://web.archive.org/web/20160820213127/http://www.inga.fi/sv/service/kultur_och_fritid/kultur/ingas_historia/ingas_kommunvapen. Läst 29 november 2015.
8. ↑  Sverige 1900-talet – Från soppkök till sofflokk?, NE, Bra Böcker, 2000
9. 1 2 3 4 5  Sverige 1900-talet – 1951, NE, Bra Böcker, 2000
10. 1 2  Faktakalendern 2000 – 1950 (Utlandet) , Semic, 1999
11. ↑  Faktakalendern 1997, Semic, 1996
12. ↑  ”Key Dates for the Marshall Plan”. For European Recovery: The Fiftieth Anniversary of the Marshall Plan. The Library of Congress. 11 juli 2005. Arkiverad från originalet den 13 oktober 2009. https://web.archive.org/web/20091013025310/http://www.loc.gov/exhibits/marshall/mars.html. Läst 29 oktober 2009.
13. 1 2  Narkotika
14. ↑  Sverige 1900-talet – De nya svenskarna: Mellan assimilation och mångfald, NE, Bra Böcker, 2000
15. ↑  75 år Sverige, Carl-Adam Nycop, Bokförlaget Bra böcker, 1976, sidan 162 – Kungen bryter konventionerna
16. ↑  Tidskrift i sjöväsendet Nr 12 1951 Läst 23 maj 2014.
17. ↑  Hentunen, Ernesti i Uppslagsverket Finland (webbupplaga, 2012). CC-BY-SA 4.0
18. ↑  ”Nobelpriset”. https://www.nobelprize.org/prizes/lists/all-nobel-prizes/. Läst 10 april 2011.